# جو ماكليود
جو ماكليود (بالإنجليزية: Joe McLeod)‏ هو لاعب كرة قدم بريطاني في مركز الوسط، ولد في 30 ديسمبر 1967 في اسكتلندا في المملكة المتحدة. شارك مع منتخب اسكتلندا تحت 21 سنة لكرة القدم. أما مع النوادي، فقد لعب مع بورتاداون وبيرويك راينجرز ودندي يونايتد ونادي دمبرتون ونادي ستيرلينغ ألبيون ونادي ماذرويل.

## وصلات خارجية
- جو ماكليود على موقع قاعدة بيانات كرة القدم.إي يو (الإنجليزية)
- جو ماكليود على موقع Soccerbase.com (لاعب) (الإنجليزية)